# Narraga fasciolaria
Narraga fasciolaria là một loài bướm đêm trong họ Geometridae.